# Iacob Mârza
Iacob Mârza (n. 18 august 1946, Galtiu, Alba  – d. 29 noiembrie 2015, Alba Iulia) a fost un istoric, publicist, director al Bibliotecii Batthyaneum din Alba Iulia, profesor universitar și rector al Universității „1 Decembrie 1918” Alba Iulia. 

## Biografie și studii
S-a născut în satul Galtiu, fiind fiul lui Partenie și Victoria Mârza. A studiat la Liceul „Horea, Cloșca și Crișan” din Alba Iulia (1960–1964), apoi la Facultatea de Istorie și Filosofie din cadrul Universității Babeș-Bolyai din Cluj (1964–1969), specializându-se pe istoria medie a României.

## Activitate
Iacob Mârza și-a început cariera profesională ca și muzeograf al Muzeului de Istorie din Alba Iulia (1969–1972). Ulterior a fost transferat la Biblioteca Batthyaneum din Alba Iulia, unde, vreme de peste două decenii, a ocupat diferite poziții precum cea de bibliotecar, bibliotecar principal și șef de birou (1972 – 1993).
În anul 1993 devine profesor universitar doctor la Universitatea „1 Decembrie 1918” din Alba Iulia. Din 1996 a ocupat și funcții administrative, fiind decan al Facultății de Istorie între 1996 – 2000 și 2004 – 2008. În intervalul 2000 – 2004 a fost rectorul Universității „1 Decembrie 1918” din Alba Iulia. 
În cadrul Universității a deschis și a condus din 1998 Centrul de Cercetări Istorice și Politologice „Iuliu Maniu”.
Iacob Mârza fost membru și/sau redactor la numeroase publicații și societăți precum Societatea de Științe Istorice din România, Societatea istoricilor din Transilvania și Banat, publicația Apulum, Alba Iulia, Acta Musei Porolissensis, Zalău, Discobolul, Alba Iulia, Cultura creștină, Blaj, Studia Blasiensia, Blaj, Studia Universitatis Babes-Bolyai. Series Theologia Graeco-Catholica, Cluj-Napoca, redactor responsabil la Annales Universitatis Apulensis. Series Historica, Alba Iulia.

## Opera
Domeniile sale de interes au fost consacrate învățământului transilvănean în secolele XVIII și XIX, istoriei cărților și a bibliotecilor și a circulației cărților rare în bibliotecile particulare și publice.
° Etape și momente din istoria învățământului în Transilvania (sec. XVIII-XIX), Sibiu, ed. Imago, 2002.
° Vibrácie, București, ed. Kriterion, 1992.
°	Cultură și societate în epoca modernă, Cluj-Napoca, ed. Dacia, 1990.
°	Bucoavna, Bălgrad, 1699, Alba Iulia, 1988.
°	Noul Testament de la Bălgrad, 1648, Alba Iulia, 1988.
°	Țara dintre cetăți și râuri, București, ed. Eminescu, 1984.
°	Actes du Sixième Congrès International des Lumières, Oxford, 1983.
°	Enlightenment and Romanian Society, Cluj-Napoca, ed. Dacia, 1980.